# Bromus erectus
Bromus erectus é uma espécie de planta com flor pertencente à família Poaceae. 
A autoridade científica da espécie é Huds., tendo sido publicada em Flora Anglica 39. 1762.

## Portugal
Trata-se de uma espécie presente no território português, nomeadamente os seguintes táxones infraespecíficos:
- Bromus erectus subsp. erectus - presente em Portugal Continental. Em termos de naturalidade é nativa da região atrás referida. Não se encontra protegida por legislação portuguesa ou da Comunidade Europeia.